# Fettes Brot

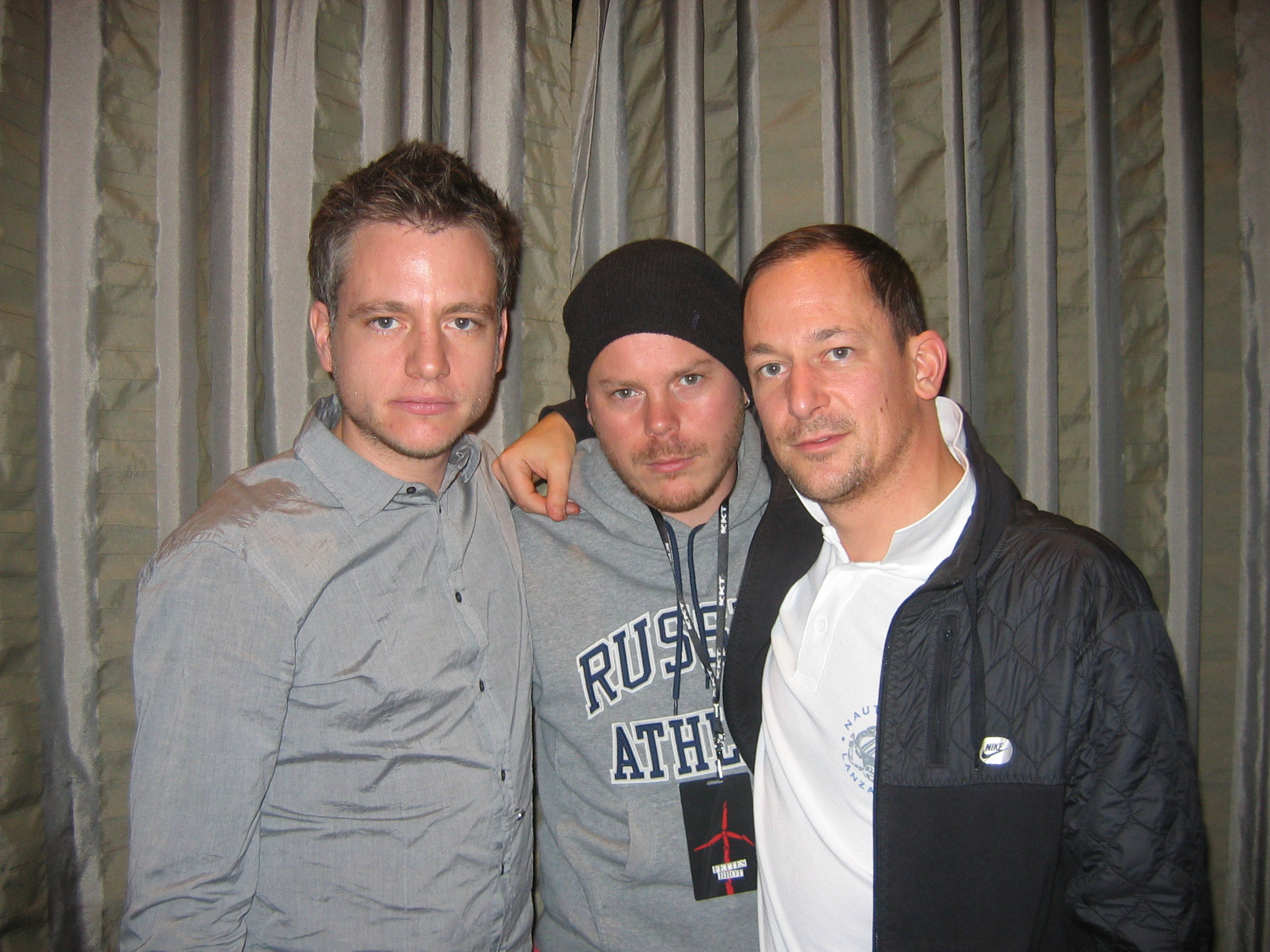
Fettes Brot 2008: Dokter Renz, König Boris, Björn Beton

Fettes Brot, ("Fett bröd", Fettes betyder på tysk slang utmärkt) var en tysk hiphopgrupp från Hamburg, aktiv mellan 1992 och 2023.
Gruppen bestod av Martin Vandreier (aka "Dokter Renz", "Rektor Donz", "Roktor Denz", "Speedy Konsalik", "Rostige Pforte", "Hektor Ronz"), Boris Lauterbach (aka "König Boris", "Kay Bee Baby", "Rock'n'Roll Coseng", "Long Leg Lauterbach") och Björn Warns (aka "Björn Beton", "Schiffmeister", "Flash Müller", Papa Geil").
Bröderna Oliver Schmidt (aka "KOK Göttmann", "Mighty") och Tobias Schmidt (aka "Tobi Tobsen") var medlemmar i bandet tidigt i bandets historia.

## Diskografi
Studioalbum
- 1995 – Auf einem Auge blöd
- 1996 – Außen Top Hits, innen Geschmack
- 1998 – Fettes Brot lässt grüßen
- 2001 – Demotape
- 2005 – Am Wasser gebaut
- 2008 – Strom und Drang
- 2013 – 3 is ne Party
- 2015 – Teenager vom Mars
- 2019 – Lovestory

Singlar (topp 40 på Deutsche Singlecharts)
- 1995 – "Nordisch by Nature" (#17)
- 1996 – "Jein / Jein 2010" (#10)
- 2000 – "Da draußen" (#35)
- 2001 – "Schwule Mädchen" (#9)
- 2001 – "The Grosser" (#26)
- 2005 – "Emanuela" (#3)
- 2005 – "An Tagen wie diesen" (#9)
- 2006 – "Soll das alles sein?" (#40)
- 2008 – "Bettina, zieh dir bitte etwas an" (#3)
- 2008 – "Erdbeben" (#28)
- 2013 – "KussKussKuss" (#35)
- 2013 – "Echo" (#12)
- 2014 – "Für immer immer" (#36)
- 2015 – "Von der Liebe" (#36)